# ألان دنيس كلارك
ألان دنيس كلارك (بالإنجليزية: Alan Dennis Clark)‏ هو فيزيائي بريطاني، ولد في 12 أغسطس 1945 في لندن في المملكة المتحدة.